# کشتارها و قتل‌عام‌ها در طول جنگ ۱۹۴۸ فلسطین
کشتارها و قتل‌عام‌ها در طول جنگ ۱۹۴۸ فلسطین منجر به کشته شدن صدها غیرنظامی و سربازان غیرمسلح شد.

## حجم و تعداد

### کشتارها و قتل‌عام‌ها
به گفته چندین مورخ، بین ۱۰ تا ۷۰ قتل‌عام در طول جنگ ۱۹۴۸ رخ داد. به گفته بنی موریس، سربازان یه شو حدود ۸۰۰ غیرنظامی عرب و اسیر جنگی را در ۲۴ قتل‌عام کشتند. آریه یزثاکی، ۱۰ قتل‌عام بزرگ با بیش از ۵۰ قربانی را فهرست کرده است. سلمان ابو سته، محقق فلسطینی، ۳۳ قتل‌عام را فهرست می‌کند که نیمی از آنها در دوران جنگ داخلی رخ داده است. صالح عبدالجواد ۶۸ روستا را فهرست می‌کند که در آن‌ها کشتار بی‌رویه زندانیان و غیرنظامیان صورت گرفته است، جایی که هیچ تهدیدی برای یه شو یا سربازان اسرائیلی وجود نداشته است.
قتل‌عام‌ها و حملات اصلی علیه غیرنظامیان یهودی، قتل‌عام پالایشگاه نفت حیفا بود که در آن ۳۹ یهودی توسط کارگران عرب پس از پرتاب بمب به میان جمعیت توسط اعضای ایرگون کشته شدند و کشتار کفار عتصیون که در آن حدود ۱۲۰ تا ۱۵۰ نفر از ساکنان و مدافعان توسط نیروهای نامنظم عرب کشته شدند. بر اساس برخی گزارش‌ها با مشارکت سربازان لژیون عرب. قتل‌عام کاروان پزشکی هداسا، با ۸۰ کشته، شامل کشتار دسته جمعی پرسنل پزشکی توسط اعراب بود.
به گفته رزماری اسبر، هم آرشیوهای اسرائیل و هم به شهادت فلسطینی‌ها، قتل‌ها در بسیاری از روستاهای عرب تأیید می‌شود. بیشتر این کشتارها زمانی رخ داد که روستاها در مرحله دوم جنگ داخلی، عملیات دانی، عملیات حیرام و عملیات یوآو تسخیر و تصرف شدند. موریس گفت که «بدترین موارد» قتل‌عام صالحه با ۶۰ تا ۷۰ کشته، کشتار دیر یاسین با حدود ۱۱۲ کشته، قتل‌عام لیدا با حدود ۲۵۰ نفر، کشتار طنطوره با بین ۴۰ تا ۲۰۰+، و قتل‌عام دیگری با 60-70. در الدویمه، آمار کشته شدگان متفاوت است. صالح عبدالجواد ۱۰۰–۲۰۰ تلفات را گزارش می‌دهد، موریس «صدها نفر» را تخمین زده است و همچنین تحقیقات ارتش اسرائیل را گزارش می‌دهد که به این نتیجه رسیده است که ۱۰۰ روستایی کشته شده‌اند. دیوید بن گوریون رقم ۷۰–۸۰ را ارائه کرد. صالح عبدالجواد در گزارش مختار روستا گزارش می‌دهد که در پی کشتار الدویمه ۴۵۵ نفر از جمله ۱۷۰ زن و کودک مفقود شده‌اند.

### حملات بمباران
در آغاز جنگ داخلی، شبه نظامیان یهودی چندین حمله بمب‌گذاری را علیه غیرنظامیان و اهداف نظامی اعراب ترتیب دادند. در ۱۲ دسامبر ۱۹۴۷، ایرگون یک خودروی بمب‌گذاری شده را در مقابل دروازه دمشق، ورودی اصلی شهر قدیمی اورشلیم قرار داد و ۲۰ نفر را کشت. در ۴ ژانویه ۱۹۴۸، لحی یک کامیون بمب‌گذاری شده را علیه مقر شبه نظامی النجاده واقع در تالار شهر یافا منفجر کرد و ۱۵ عرب را کشت و ۸۰ نفر را مجروح کرد.
در بمبگذاری دیگری که هاگانا انجام داد، ۲۴ نفر کشته شدند. روز بعد، اعضای ایرگون در یک ون پلیس سرقت شده، یک بمب بشکه ای را به سمت گروه بزرگی از غیرنظامیان که در کنار دروازه یافا منتظر اتوبوس بودند، فرستاد و ۲۰ نفر را کشتند. بمب دیگری در بازار رمله در ۱۸ فوریه منفجر شد و ۷ نفر از ساکنان آن کشته و ۴۵ نفر زخمی شدند در ۲۸ فوریه، پالماخ یک حمله بمب‌گذاری را علیه یک ساختمان در حیفا سازماندهی کرد که ۳۰ نفر را کشت.
در ماه‌های اول سال ۱۹۴۸، راه‌آهن بین قاهره و حیفا اغلب مورد هدف قرار گرفت. در ۳۱ مارس، مین گذاری در نزدیکی بنیامینه، یک شهرک یهودی در همسایگی قیصریه انجام شد و ۴۰ نفر کشته و ۶۰ نفر زخمی شدند. تلفات همه غیرنظامیان و اکثراً عرب بودند. اگرچه تعدادی سرباز در قطار حضور داشتند، اما هیچ‌یک آسیب ندید. فلسطین پست و نیویورک تایمز این حمله را به لحی نسبت دادند.

## عواقب
به گفته مورخان، چه عمدی و چه غیرعمد، این کشتارها تأثیر شدیدی بر مهاجرت جمعیت عرب فلسطین داشته است. این عملیات‌ها باعث ایجاد اتحاد در جبهه اعراب بر علیه اسرائیل شد.

## فهرست
| نام                            | تاریخ                   | ارگان عمل‌کننده | تلفات                                                                                                   |
| ------------------------------ | ----------------------- | -------------- | --- |
| کشتار الخصاص                   | ۱۲ دسامبر ۱۹۴۷          | هاگانا         | کشته شدن ۱۲ نفر (۷ مرد، ۱ زن، و ۴ کودک)                                                                 |
| کشتار مصفی حیفا                | ۳۰ دسامبر ۱۹۴۷          |                | ۴۵ کشته و ۹۱ زخمی                                                                                       |
| کشتار بلد الشیخ                | ۳۱ دسامبر ۱۹۴۷          | پالماخ         | ۲۱ تا ۷۰ کشته                                                                                           |
| بمب‌گذاری در ساختمان کمیته ملی  | ۴ ژانویه ۱۹۴۸           | لحی            | لحی یک کامیون بمب‌گذاری شده را بیرون ساختمان کمیته ملی منفجر کرد و ۲۶ نفر را کشت و صدها نفر را مجروح کرد |
| بمب‌گذاری در هتل سمیرامیس       | ۵ ژانویه ۱۹۴۸           | هاگانا         | ۲۴ تا ۲۶ نفر، از جمله معاون کنسول اسپانیا، مانوئل آلنده سالازار کشته شدند.                              |
| بمب‌گذاری در دروازه الخلیل      | ۷ ژانویه ۱۹۴۸           |                | کشته شدن ۲۰ نفر غیرنظامی                                                                                |
| کشتار صعصع                     | ۱۴ فوریه ۱۹۴۸           | پالماخ         | ۶۰ عرب در داخل خانه‌های خود کشته شدند. ۱۶ خانه تخریب شد.                                                 |
| بمب‌گذاری در خیابان بن یهودا    | ۲۲ فوریه ۱۹۴۸           |                | کشتن ۴۹ تا ۵۸ غیرنظامی یهودی و مجروح شدن ۱۴۰ نفر.                                                       |
| بمب‌گذاری در آژانس یهود         | ۱۱ مارس ۱۹۴۸            | نیروهای عرب    | ۱۳ کشته                                                                                                 |
| کشتار الحسینیه                 | ۱۳–۱۶ مارس ۱۹۴۸         | پالماخ         | کشته شدن بیش از ۳۰ نفر، از جمله زنان و کودکان.                                                          |
| کشتار عکا                      | ۱۸ مارس ۱۹۴۸            |                | ۵ کشته                                                                                                  |
| کشتار دیر یاسین                | ۹ آوریل ۱۹۴۸            |                | ۱۱۱ کشته                                                                                                |
| کشتار کاروان مرکز درمانی هداسا | ۱۳ آوریل ۱۹۴۸           |                | |
| کشتار عین الزیتون              | ۲ مه ۱۹۴۸               | پالماخ         | ۳۰ الی ۷۰ اسیر فلسطینی از سوی نیروهای پالماخ به قتل رسیدند.                                             |
| کشتار کفار عتصیون              | ۱۳–۱۹ مه ۱۹۴۸           |                | ۱۲۷ نفر در درگیری و ۱۵ نفر پس از اسارت کشته شدند.                                                       |
| کشتار طنطوره                   | ۲۳-۲۲ مه ۱۹۴۸ میلادی    | ارتش اسرائیل   | ۷۰–۲۰۰ کشته                                                                                             |
| کشتار رمله                     | ۱۱–۱۲ ژوئیه ۱۹۴۸ میلادی | ارتش اسرائیل   | ۲۵۰–۳۳۵ کشته                                                                                            |
| کشتار اشدود                    | ۲۹ اوت ۱۹۴۸ میلادی      | ارتش اسرائیل   | ۱۰ کشته                                                                                                 |
| کشتار دوایمه                   | ۲۹ اکتبر ۱۹۴۸ میلادی    | ارتش اسرائیل   | ۸۰–۱۰۰ کشته                                                                                             |
| کشتار صفصف                     | ۲۹ اکتبر ۱۹۴۸ میلادی    | ارتش اسرائیل   | ۵۰–۷۰ کشته                                                                                              |
| کشتار صالحیه                   | ۳۰ اکتبر ۱۹۴۸ میلادی    | ارتش اسرائیل   | ۷۰–۸۰ کشته                                                                                              |
| کشتار عیلبون                   | ۳۰ اکتبر ۱۹۴۸ میلادی    | ارتش اسرائیل   | ۱۳ کشته                                                                                                 |
| کشتار مجد الکرم                | ۳۰ اکتبر ۱۹۴۸ میلادی    | ارتش اسرائیل   | ۱۲ کشته                                                                                                 |
| کشتار حولا                     | اکتبر ۱۹۴۸              | ارتش اسرائیل   | ۳۵–۵۸ کشته                                                                                              |
| کشتار عرب المواسی              | ۲ نوامبر ۱۹۴۸ میلادی    | ارتش اسرائیل   | ۱۴ کشته                                                                                                 |